# صبحانه

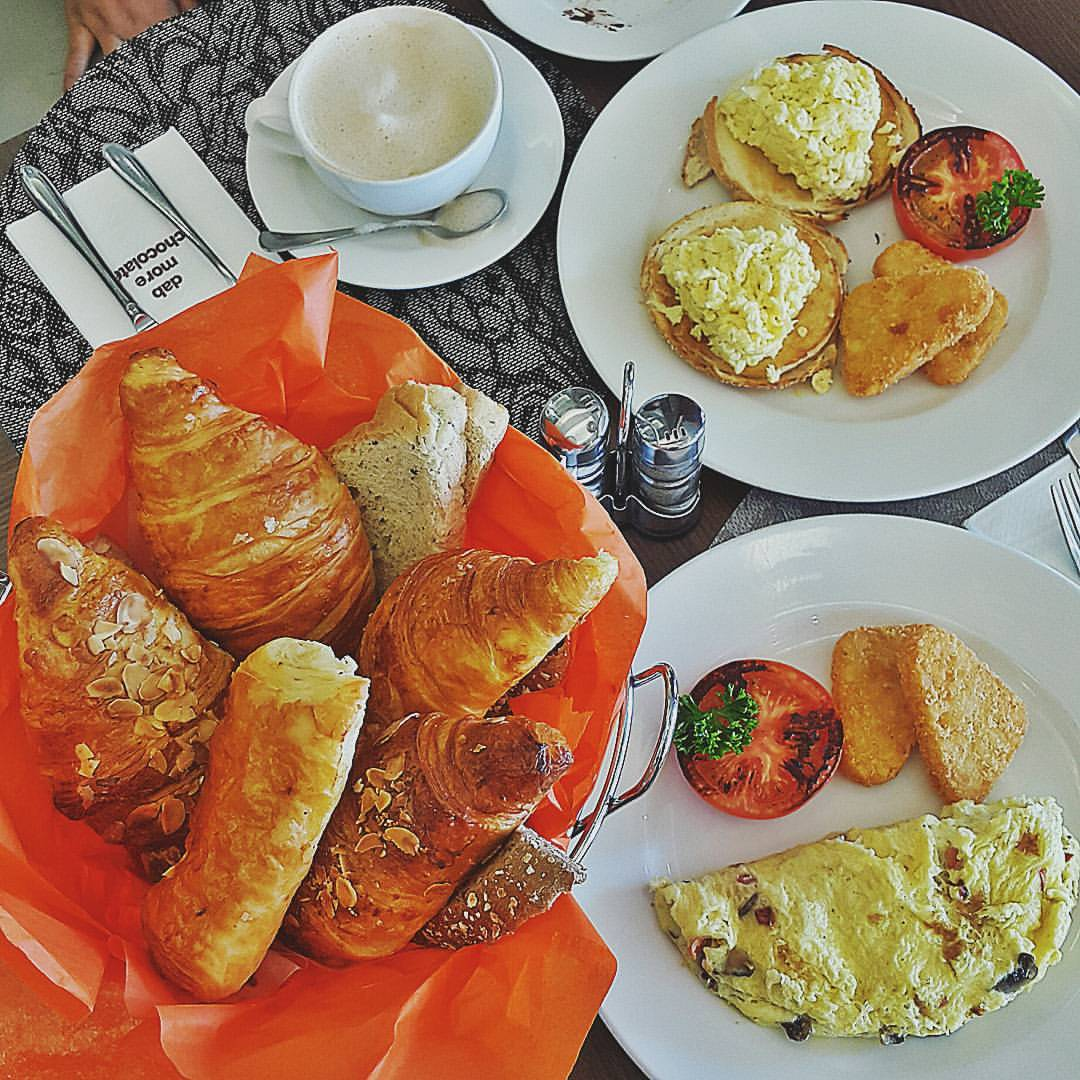
ناشتاشکن (صبحانه) آمریکایی با نان و سبد کروسان، تخم‌های مرغ هم‌زده یا املت، هاش‌براونز و گوجه‌های کباب‌شده، و کاپوچینو.

صُبحانه یا ناشتاشِکَن نخستین وعدهٔ غذایی روز است که پس از بیدارشدن، معمولاً در صبح خورده می‌شود.

## ریشه‌شناسی
واژه صبحانه از صبح (عربی) و پسوند قیدساز پارسی -انه ساخته شده‌است، و به معنای چیزی است که در صبح انجام می‌شود.
واژه پارسی ناشتاشکن از دو بخش ناشتا به معنی گرسنه ماندن، روزه بودن، نخوردن خوراک از بامداد یا از دیرگاه و شکن به معنی شکستن، گسستن روی هم رفته به معنی چیزی است که ناشتا بودن را می‌شکند. این واژه از صبحانه قدیمی‌تر بوده و امروزه هم در نقاط بسیاری از ایران به کار می‌رود. جالب اینجاست که در انگلیسی هم واژه گرته‌برداری شده‌ای نیز است که برای این وعده گفته می‌شود، در انگلیسی breakfast که از دو بخش break به معنای شکستن و fast به معنای ناشتا است.
در زبان فارسی ایران واژه افطار که در عربی به معنای صبحانه است؛ فقط در جملات مربوط به عصرانه‌های ماه رمضان میان مسلمانان رایج است.

## مزایای مصرف صبحانه
- ذخیره انرژی برای انجام کارهای روزانه در شرایط عادی و شرایط خاص
- کمک به درک بهتر مفاهیم و انجام کار بهتر در طول روز و تمرکز بهتر برای انجام وظایف حساس (کمتر شدن حوادث)
- روشی بسیار عالی برای حفظ سلامتی و جلوگیری از افزایش وزن. افرادی که صبحانه سالم می‌خورند کنترل بهتری بر روی جلوگیری از افزایش وزن خود دارند
- یکی از بهترین روش‌ها برای تحریک حرکات روده و پیشگیری از یبوست (یکی از عوارض یبوست ابتلا به سرطان روده بزرگ یا کولون)
- افزایش متابولیسم (سوخت و ساز) بدن و مصرف بهتر انرژی برای فرد

## میزان آب مصرفی برای یک صبحانه

میز صبحانه اثر جان براک

ممکن است فکر کنید که هیچ آبی برای صبحانه مصرف نمی‌کنید. سپس ممکن است به یاد آورید که، البته، برای تهیهٔ چای یا قهوه از آب استفاده می‌کنید؛ و البته شیر مصرفی‌تان. در مجموع، شاید ۳۰۰ تا ۴۰۰ میلی‌لیتر. اما لازم است بدانید که فقط در فنجان قهوهٔ اسپرسو شما، ۱۴۰ لیتر آب مجازی به کار رفته است و منظور از آب مجازی به کار رفته در قهوه، مقدار آبی است که برای پرورش، تولید، بسته‌بندی و حمل و نقل دانه قهوه بکار رفته‌است.
میزان آب واقعی مصرفی برای تهیهٔ یک وعده صبحانه در:
- اروپا و ایالات متحد آمریکا: ۱۱۰۰ لیتر
- برزیل: ۱۱۰۰ لیتر
- هند: ۳۰۰ لیتر
- چین: حدوداً ۶۰۰ لیتر
- خاورمیانه: بین ۳۵۰ تا ۷۰۰ لیتر

## صبحانه و تاریخچه آن در ملل مختلف

### بریتانیا

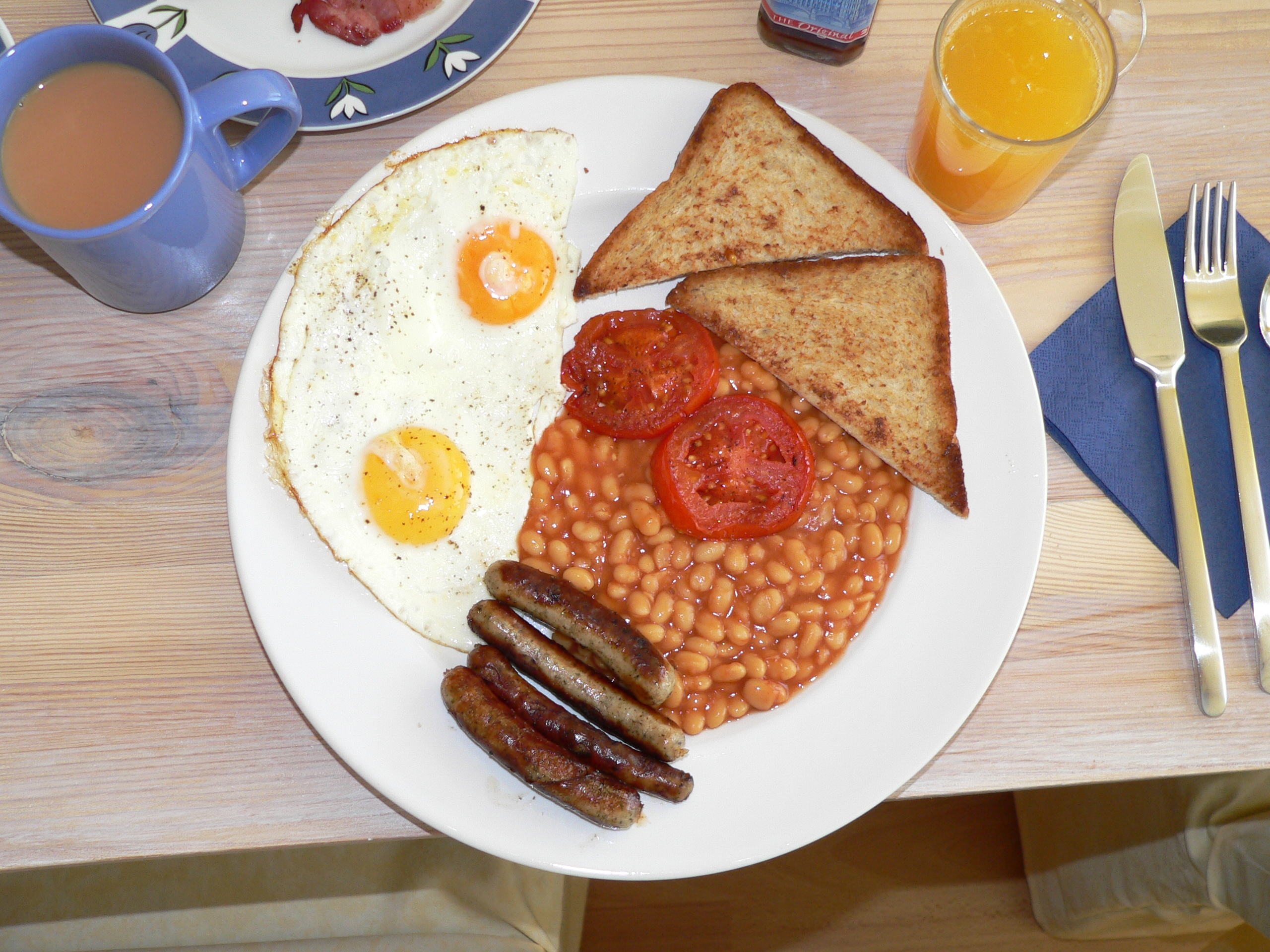
صبحانه کامل انگلیسی

یک فنجان چای یا قهوه، یک یا دو تکه نان تُست، شاید مقداری گوشت خوک و تخم‌مرغ، یک لیوان شیر

### ایالات‌متحده امریکا
دو نوع صبحانه سنتی و سریع در امریکا وجود دارد. 
بطور کلی صبحانه امریکایی بسیار متنوع، مفصل و مهم تلقی میشود. شامل نان، تخم مرغ همزده، قهوه، آبمیوه، گوشت، پنکیک یا وافل... است. همچنین غلات صبحانه نیز در صبحانه امریکایی استفاده میشود.

### فرانسه
هر چقدر میز صبحانه امریکایی گسترده و غنی است، میز صبحانه فرانسوی محدود است. فرانسویها به خوردن در میانه روز علاقه دارند. 
فرانسویها عمدتاً به صبحانه شیرین علاقه دارند،   صبحانه فرانسوی شامل شیرینی مثل کروسان، نان باکت، کره و مربا یا عسل و یک فنجان قهوه یا آبمیوه مثل آب پرتغال است. کره و مربا بهمراه یک نوشیدنی گرم، قهوه یا چای مواد اصلی صبحانه فرانسوی است.

### هند
درجنوب هند هنگام صبحانه چیزهایی مثل «کیک برنجی»، «وادا»، «دوساس»، «پونگال نمکی» که با مقداری «سامبر» داغ و دست کم یک نوع چاشنی دورچینی شده‌است مصرف می‌شود.

### غنا

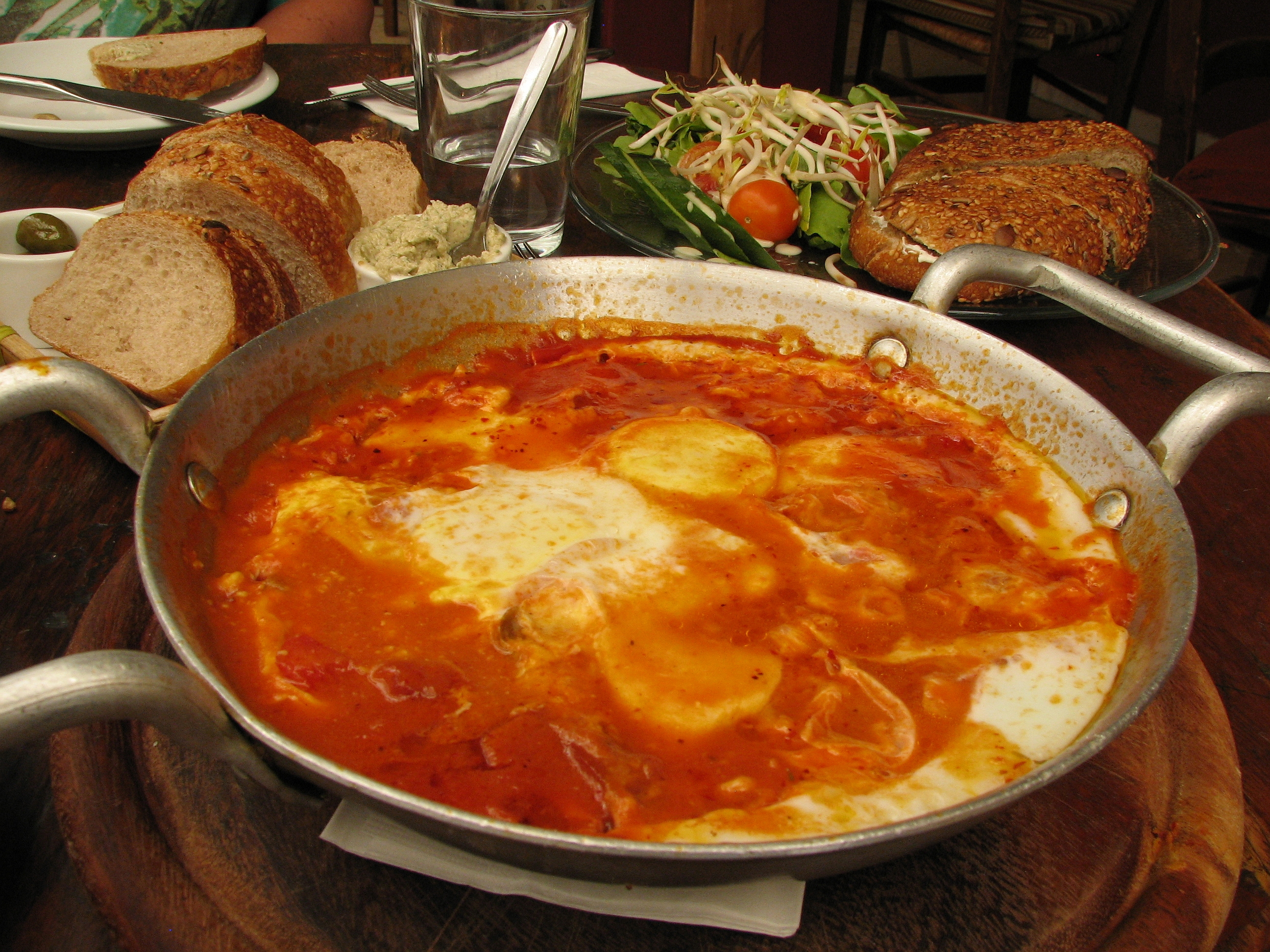
shakshuka در ماهی تابه سرو می‌شود

صبحانه معمولاً شامل نوعی املت محلی، یک نان بسیار شیرین و متراکم به نام نان شکری و چای است. گاهی نوعی فرنی در منزل طبخ و مصرف می‌شود، بسیاری از مردم صبحانه خود را فروشندگان خیابانی خریداری می‌کنند. همچنین فرنی به نام Tom Brown (فرنی قهوه‌ای رنگ تهیه شده از ذرت بو داده) نیز مصرف می‌شود. در زمان معاصر، یک وعده غذای محلی به نام waakye (برنج پخته شده در لوبیا) بسیار رایج است. مردم ترجیح می‌دهند این غذا را مانند دیگر وعده‌های غذایی کوچک از فروشندگان خیابانی بخرند.

### ایران

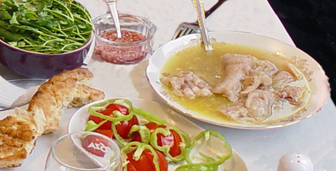

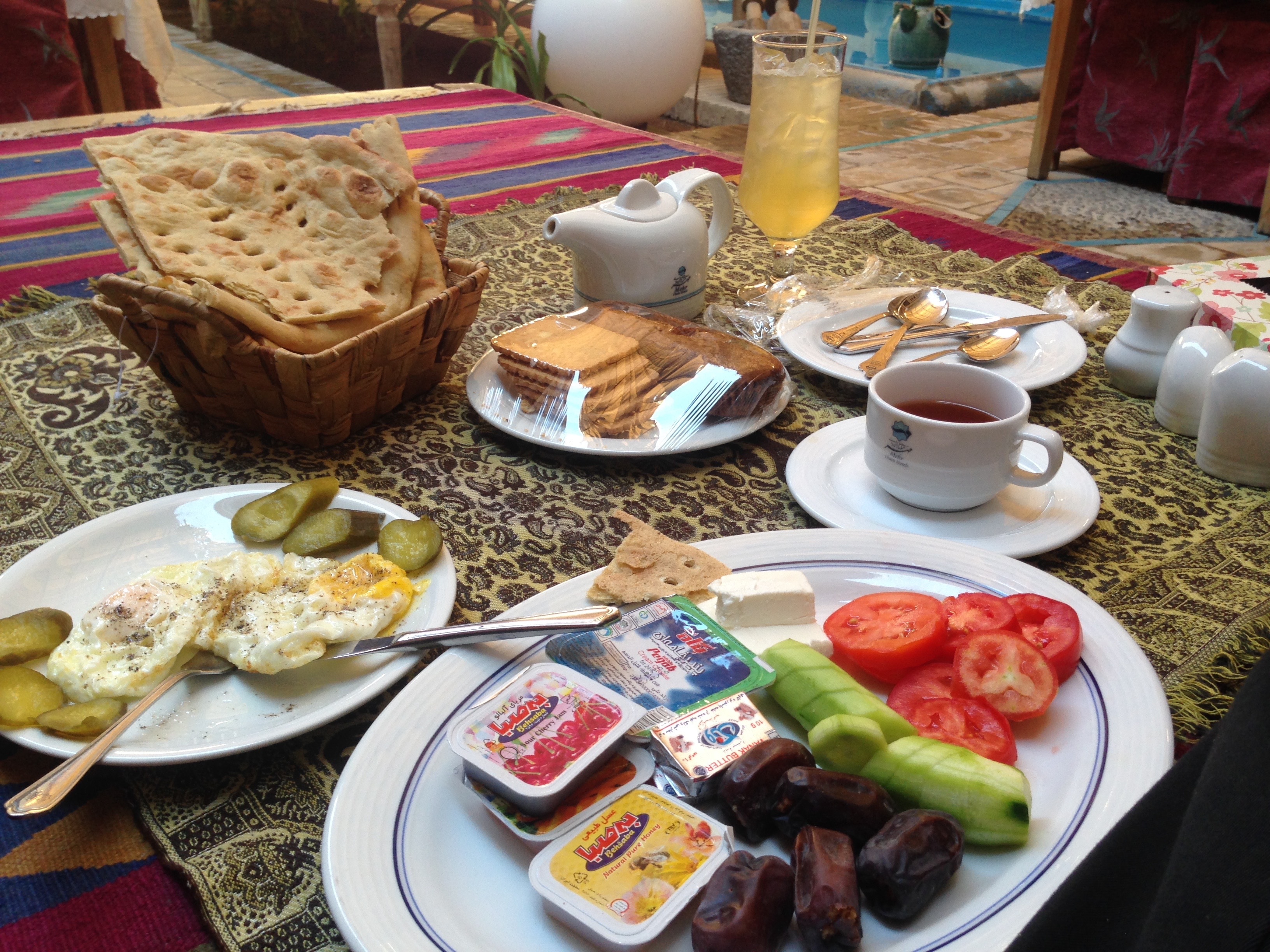
یک صبحانه اصیل ایرانی

آداب غذایی ایرانی در استانهای گوناگون متفاوت است.
در ایران، انواع نان مسطح، پنیر فتا ایران یا ایرانی، کره، انواع مختلف مارمالاد سنتی یا مربا، عسل، خامه (سرشیر) و چای داغ از گزینه‌های اصلی صبحانه ایرانی محسوب می‌گردند. سایر اقلام، مانند خامه چرب، گردو، تخم مرغ آب‌پز سفت یا عسلی (نرم) و املت نیز برای صبحانه محبوب هستند. به‌طور سنتی صبحانه، انتخابی است از کره و پنیر، کره و مارمالاد (مربا)، خامه عسل، کره و عسل یا پنیر که روی نان تازه مالیده شده و به اندازه یک ساندویچ لقمه (یا یک گاز) تا زده می‌شود و با چای داغ مصرف می‌گردد. ترجیحاً چای با شکر شیرین می‌شود. یکی دیگر از مواد غذایی که معمولاً در ساعات اولیه صبح (سحر) و به ویژه در فصل زمستان مصرف می‌شود هلیم نام دارد. هلیم، ترکیبی از گندم، دارچین، کره و شکر است که با گوشت بوقلمون / مرغ یا گوسفند تکه‌تکه شده در ظرف‌های بزرگ (دیگ) پخته می‌شود که به صورت گرم یا سرد و ترجیحاً گرم سرو می‌گردد. دیگر صبحانه محبوب در بین ایرانیان کله پاچه (غذایی خوشمزه، سنگین و مقوی تهیه شده از سر و ساق پاهای گوسفند) است. این اغذیه به دلیل کالری بالا در وعده غذایی صبحانه و بیشتر در ابتدای صبح و هنگام سحر مصرف می‌شود تا در طول روز انرژی بدن را بالا نگه دارد. در ایران همچنین نوعی صبحانه به نام عدسی نیز مصرف می‌شود. عدسی یا آش عدسی یکی از غذاهای خوشمزه و مقوی ایرانی است که همان‌طور که از نامش مشخص است با عدس پخته می‌شود. عدسی مانند حلیم گندم و کله پاچه یکی از غذاهای گرمی است که در اکثر مواقع به عنوان صبحانه سرو می‌شود.
نیمرو، خاگینه، خوراک لوبیا، لوبیا کباب (خوراک لوبیا و کباب چنجه) یا لوبیا شاپوری، پنیر برشته، غلات صبحانه، نخود ارده، نان اگردک یا نان تخم مرغی محلی، شیربرنج و انواع فرنی مثل فرنی بلغور جو، پوره و قارچ از دیگر صبحانه های ایرانی هستند که محبوبیت کمتری دارند.
امروزه ممکن است تحت تأثیر فرهنگهای امریکایی و فرانسوی قهوه و پنکیک، سوسیس، ژامبون و یا بیکن سویا و بوقلمون هم طرفدارانی داشته باشد. شیر کاکائو، شیر قهوه، کره بادام زمینی و شکلات صبحانه از دیگر موارد تغذیه صبحگاهی بشمار میروند.

### اسرائیل
صبحانه اسرائیلی به‌طور معمول از قهوه، آب پرتقال، سالاد سبزیجات تازه، پنیر خامه‌ای، نان تازه یا نان تست، زیتون، کره، تخم مرغ سرخ شده و کلوچه‌های کوچک یا برش‌های کیک تشکیل شده‌است. صبحانه کامل تر ممکن است شامل تخم مرغ آب‌پز سفت، پنیر دلمه‌ای، پنیر کوارک و سالاد اسرائیلی باشد. نوعی دیگری از صبحانه رایج خمیر سرخ شده‌ای با نام malawach به همراه میوه‌های شیرین یا افزودنی‌های تند مزه است. هتل‌ها با صبحانه بین قاره‌ای (صبحانه‌ای سبک معمولاً شامل نان، کره، مربا و قهوه) خود علاوه بر موارد فوق، معمولاً انواع ماهی و ماست و همچنین نوعی املت (با نام shakshuka رایج در منطقه) را سرو می‌کنند.

### مصر

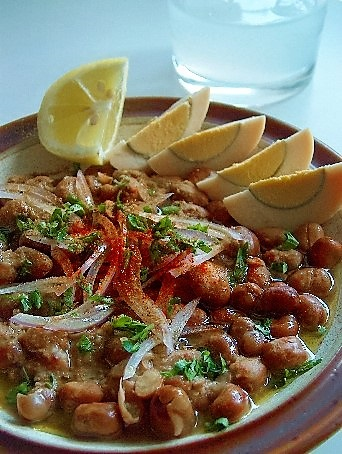
فول مدمس، یکی از غذاهای ملی مصر است، که با تخم مرغ و سبزیجات آماده می‌شود.

در مصر صبحانه سنتی غذایی با نام فول مدمس (نوعی عدسی) است که شامل: باقلا آرام پخته شده (گاهی با عدس) در سس (مزه دار شده با) روغن زیتون، آب لیمو و سیر، غذایی با نام genba kareesh (شامل پنیر با گوجه فرنگی، شوید یا جعفری، فلفل سبز تند و روغن زیتون)، فلافل، تخم مرغ سرخ شده، فتیر (feteer)، نوعی شیرینی مصری (bosomaat)، خامه با عسل (قشطة بالعسل)، شیره قند یا ملاس با بخارا (asal eswed we tehena)، مربا با خامه (meraba belkeshta)، چای با شیر (shai belabn) و غذای دیگر با نام mfta^a.